# 雷電塚古墳 (坂戸市)
雷電塚古墳（らいでんづかこふん）は、埼玉県坂戸市の雷電塚古墳群内にある前方後円墳である。別名は雷電1号墳。またかつては坂戸12号墳とも呼ばれていた。1958年（昭和33年）3月20日に埼玉県指定史跡に指定されている。

## 概要
- 墳長47メートル。
- 後円部径25.5メートル・高さ4.5メートル。
- 前方部幅23メートル・高さ3.25メートル。
- 前方部を東南に向けている。
- 墳丘に沿うように周溝が巡る。

後円の墳頂には、名前の由来である雷電社の石祠とともに、年代不明の青色塔婆（板碑）断片が安置されている。また北側の平坦な土壇部は雑木林となり、その一隅に江戸時代建立の宝篋印塔が立っている。1990年（平成2年）には発掘調査が行われ、周溝から多量の埴輪片と須恵器片が出土した。本格的な調査は行われておらず、主体部は不明。
雷電塚古墳の周辺は現在畑であるが、発掘調査の結果、円墳の周溝が10基分確認されており、雷電山古墳の周囲には多数の円墳が造られていたとみられる。

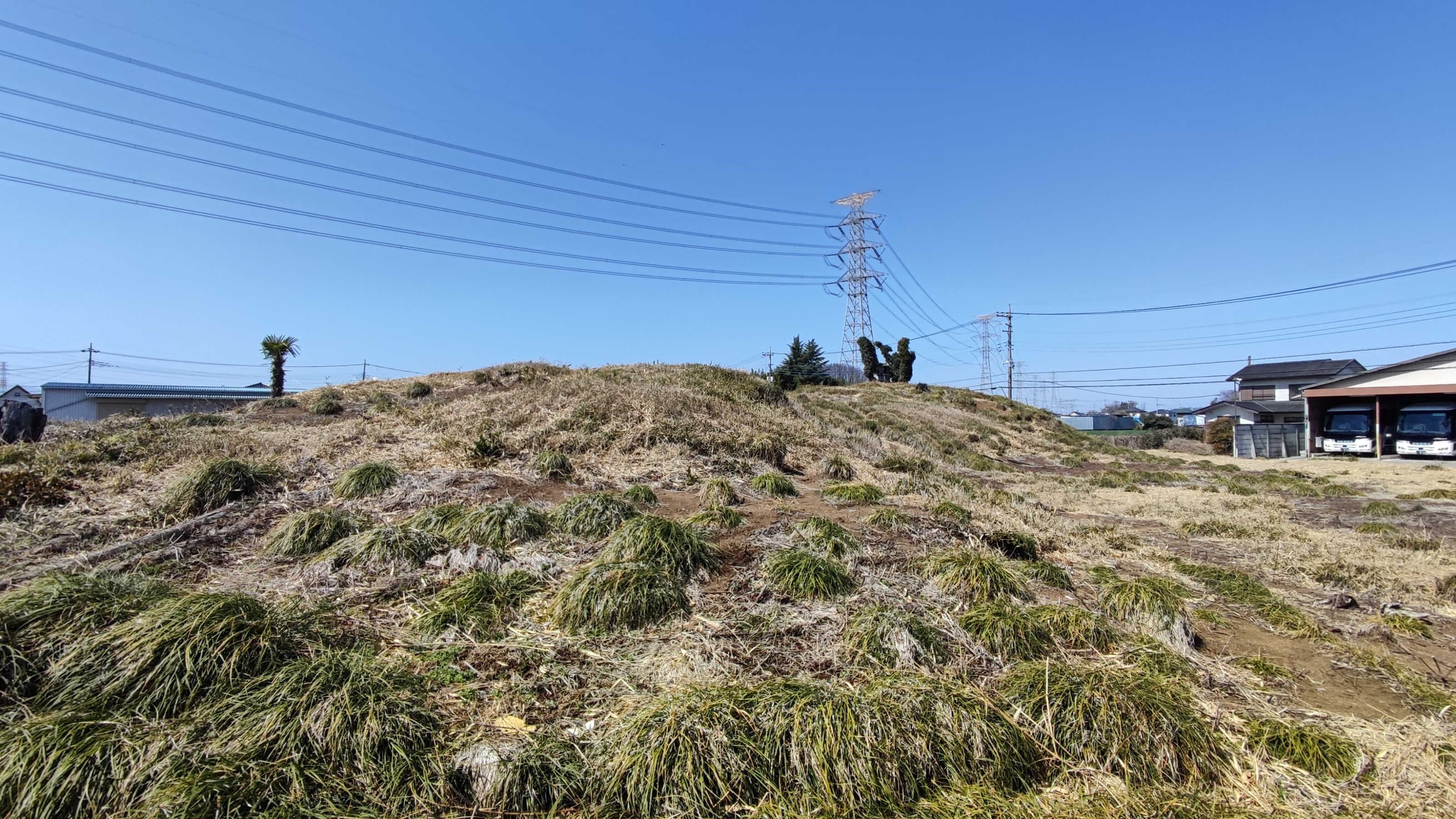
前方部側から見た雷電塚古墳。後円部に雷電社が建つ。